# Gerhard Beutler
Gerhard Beutler (* 24. März 1946 in Kirchberg BE, Kanton Bern, Schweiz) ist ein Schweizer Astronom und Geodät. Forschungsschwerpunkte sind die Fundamentalastronomie, die Himmelsmechanik, die Geodynamik und die Bahnbestimmung satellitengestützte Ortung und Navigation.

## Leben und Wirken
Beutler besuchte die Grundschule an seinem Geburtsort Kirchberg BE. Nach seiner Matura 1964 begann er ein Studium der Astronomie, Physik und Mathematik an der Universität Bern. Diese durch diese Studiengänge erlernte theoretische Grundlage nutzte Beutler für die Erforschung des wissenschaftlichen Potenzials von Navigationssatelliten des Global Positioning Systems.
1976 erhielt Beutler den Ph.D. mit einer Dissertation über integrale Auswertung von Satellitenbeobachtungen. Die zweite Arbeit befasste sich mit der Lösung von Parameterschätzungsproblemen in der Himmelsmechanik und der Satellitengeodäsie.
1991 wurde Beutler zum ausserordentlichen Professor für Astronomie und 1996 zum ordentlichen Professor des Astronomischen Instituts (am Observatorium Zimmerwald, IAU-Code 026) der Universität Bern. Seine Lesungen decken Bereiche wie Himmelsmechanik, Erdrotation, Sternendynamik und -statistik, Parameterschätzungstheorie und digitale Filtertheorie ab. Er verstärkte die Forschung in Himmelsmechanik und Satellitengeodäsie und hatte durch seine Resultate aus der Auswertung von Daten des Globalen Navigationssatellitensystems internationale Anerkennung erlangt.
Auch leitet Beutler seit dem 1. April 1991 das Astronomische Institut der Universität Bern.
2003 wurde Beutler in Sapporo zum Präsidenten der International Association of Geodesy (IAG) gewählt und übte dieses Amt bis 2007 aus. Beutler folgte damit auf den Italiener Fernando Sansò; sein Nachfolger war der Kanadier Michael G. Sideris.
Beutler ist Mitglied zahlreicher nationaler und internationaler Komitees und Arbeitsgruppen, wie der Schweizerischen Geodätischen Kommission, der American Geophysical Union und des Wissenschaftlichen Beirats der Europäischen Weltraumorganisation für das Europäische Navigationssatellitensystem Galileo.
Der Nachlass oder Teilnachlass Beutlers ist neben den Nachlässen des Mathematikers Christian Moser, des Astronomen Sigmund Mauderli, des Astronomen und Geodäten Ivo Bauersima und anderer dem Astronomischen Institut der Universität Bern vermacht. Diese Teilnachlässe bestehen grösstenteils aus Vorlesungsmanuskripten.

### Privatleben
Gerhard Beutler lebt mit seiner Familie in Schüpfen im Kanton Bern und übt in seiner Freizeit Sportarten wie Fahrradfahren und Tennis aus.

## Auszeichnungen
2006 erhielt er die Vening Meinesz Medal für Anwendungen von GPS in Geophysik und Geodäsie sowie den Ehrendoktortitel der Technischen Universität München.

## Werke (Auswahl)
- Methods of Celestial Mechanics, Band I: Physical, Mathematical, and Numerical Principles. Axel Springer SE, Berlin 2005, ISBN 978-3-540-26870-3.
- Methods of Celestial Mechanics, Band II: Application to Planetary System, Geodynamics and Satellite Geodesy. Axel Springer SE, Berlin 2005, ISBN 978-3-540-26512-2.